# أحمد لويفي
أحمد لويفي الرشيدي مواليد 31 يوليو 1994 في السعودية، هو لاعب كرة قدم سعودي.

## مسيرة اللاعب
لعب في نادي البكيرية ونادي الخلود ونادي بيشة ونادي الصقر ونادي النهضة.